# Apalimnodes granulatus
Apalimnodes granulatus là một loài bọ cánh cứng trong họ Cerambycidae.